# René Plazanet
Pour les articles homonymes, voir Plazanet.
René Plazanet, né le 12 septembre 1904 à Chamberet (Corrèze) et mort le 13 septembre 1977 à La Chapelle-Montmartin (Loir-et-Cher), est un homme politique français, député, sénateur de la Seine.

## Détail des fonctions et des mandats
Mandats parlementaires
- 30 novembre 1958 - 9 octobre 1962 : Député de la 55e circonscription de la Seine
- 18 mai 1952 - 15 janvier 1959 : Sénateur de la Seine